# Peer Joechel
Peer Joechel (Kiel, 6 de marzo de 1967) es un deportista alemán que compitió en bobsleigh en la modalidad doble.
Ganó una medalla de oro en el Campeonato Mundial de Bobsleigh de 1993 y dos medallas en el Campeonato Europeo de Bobsleigh, oro en 1994 y plata en 1991.

## Palmarés internacional
| Campeonato Mundial | Campeonato Mundial  | Campeonato Mundial | Campeonato Mundial |
| Año                | Lugar               | Medalla            | Prueba             |
| ------------------ | ------------------- | ------------------ | ------------------ |
| 1993               | Igls (Austria)      | Medalla de oro     | Doble              |
| Campeonato Europeo |                     |                    |                    |
| Año                | Lugar               | Medalla            | Prueba             |
| 1991               | Cervinia (Italia)   | Medalla de plata   | Doble              |
| 1994               | La Plagne (Francia) | Medalla de oro     | Doble              |